# Pieter-Jan Belder
Pour les articles homonymes, voir Belder.
Pieter-Jan Belder, né le 19 janvier 1966 à Capelle aan den IJssel, est un claveciniste, forte-pianiste et flûtiste néerlandais.

## Biographie
Pieter-Jan Belder étudie la flûte à bec avec Ricardo Kanjii au Conservatoire de La Haye et le clavecin avec Bob van Asperen au Conservatoire Sweelinck d'Amsterdam. En 1990, il obtient son diplôme de concertiste pour les deux instruments. Il commence alors une carrière de claveciniste, forte-pianiste et flûtiste. 
En 1997 Belder remporte le prix musical de la NDR de Hambourg. En 2000, il est lauréat de l'International Bach-Wettbewerb à Leipzig.
Il dirige un ensemble de musique : Musica Amphion, surtout consacré à la musique baroque.

## Enregistrements
Il a enregistré l'intégrale des œuvres de Jean-Sébastien Bach pour le label Brilliant Classics. Pour le même label, il a réalisé plusieurs intégrales : les 555 sonates pour clavecin de Domenico Scarlatti. L'ensemble des 555 sonates en 36 disques, a été publié en 2007 ; suivi de l'intégrale pour clavecin d'Antonio Soler et celle du Fitzwilliam Virginal Book. 
Pour Brilliant Classics, il a enregistré avec l'ensemble Musica Amphion un double disque sur La Musique de l'âge d'or de Rembrandt et la Tafelmusik de Georg Philipp Telemann (2004).
Est également apparu dans un enregistrement les œuvres complètes d'Arcangelo Corelli. En 2006, il a publié un enregistrement  des Concertos brandebourgeois de Bach, ainsi que celui des concertos pour 2, 3 et 4 clavecins. Puis est paru un enregistrement de l'intégrale de la musique de chambre de Henry Purcell, ainsi qu'un coffret du Clavier bien tempéré de Bach et les enregistrements de Jean-Philippe Rameau.